# Giuseppe Puglia
Giuseppe Puglia, detto il "Bastaro" dal mestiere del padre (Roma, 1600 – 1636), è stato un pittore italiano.

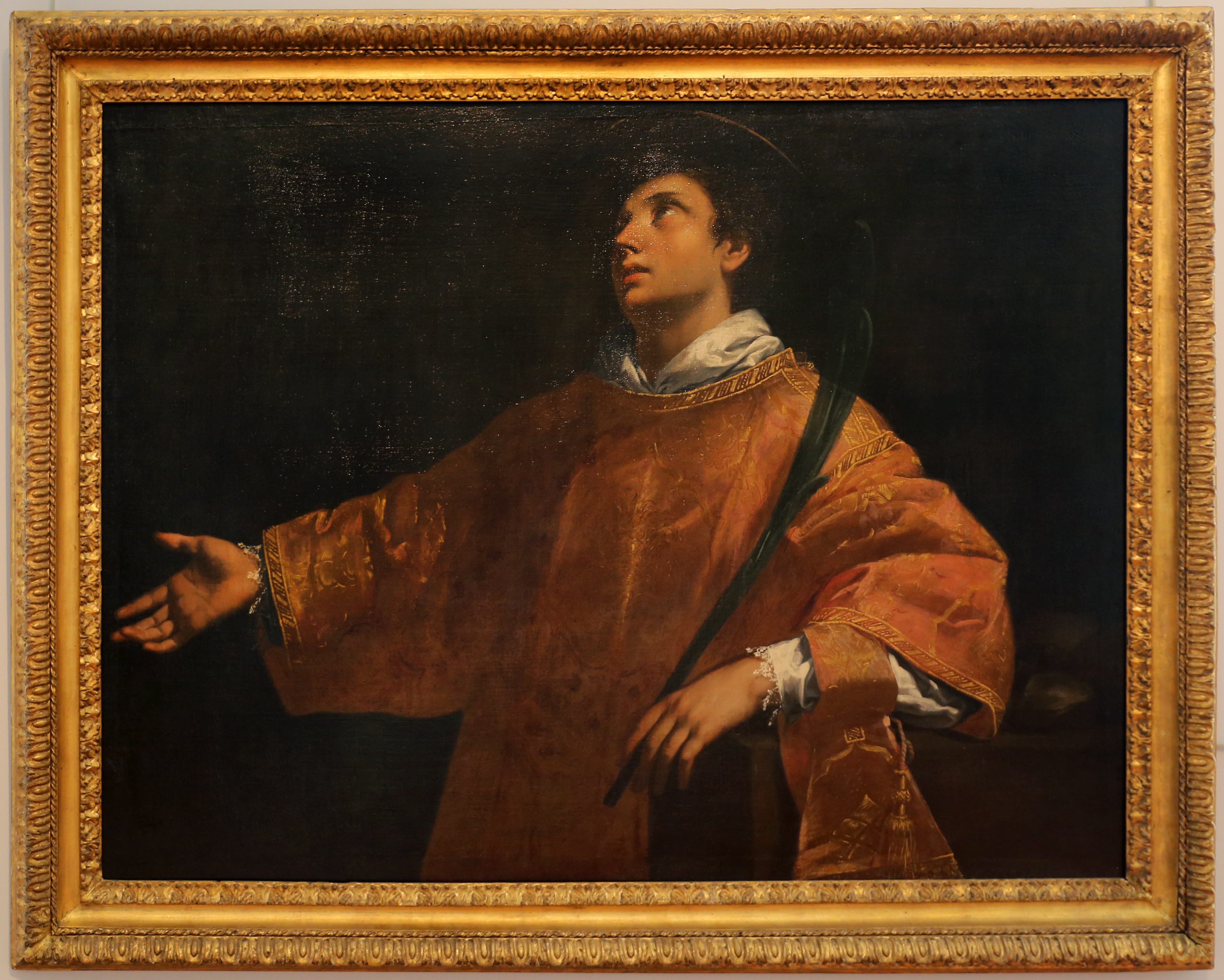
Santo Stefano, museo Fesch, Ajaccio

Pittore originale, coniugò il Caravaggismo con il classicismo bolognese dei Carracci, del Reni e del Domenichino.
Poche le opere certe:
- San Girolamo penitente, Pietà e Madonna con Bambino e Sant'Anna nella chiesa di san Girolamo degli Schiavoni a Roma
- La Madonna appare in sogno al patrizio Giovanni nella basilica di Santa Maria Maggiore a Roma
- La Madonna intercede per le anime purganti, Gesù incontra Marta e Maria e Consegna Chiavi a S. Pietro nel duomo di Fabriano.